# Cobitis bilineata

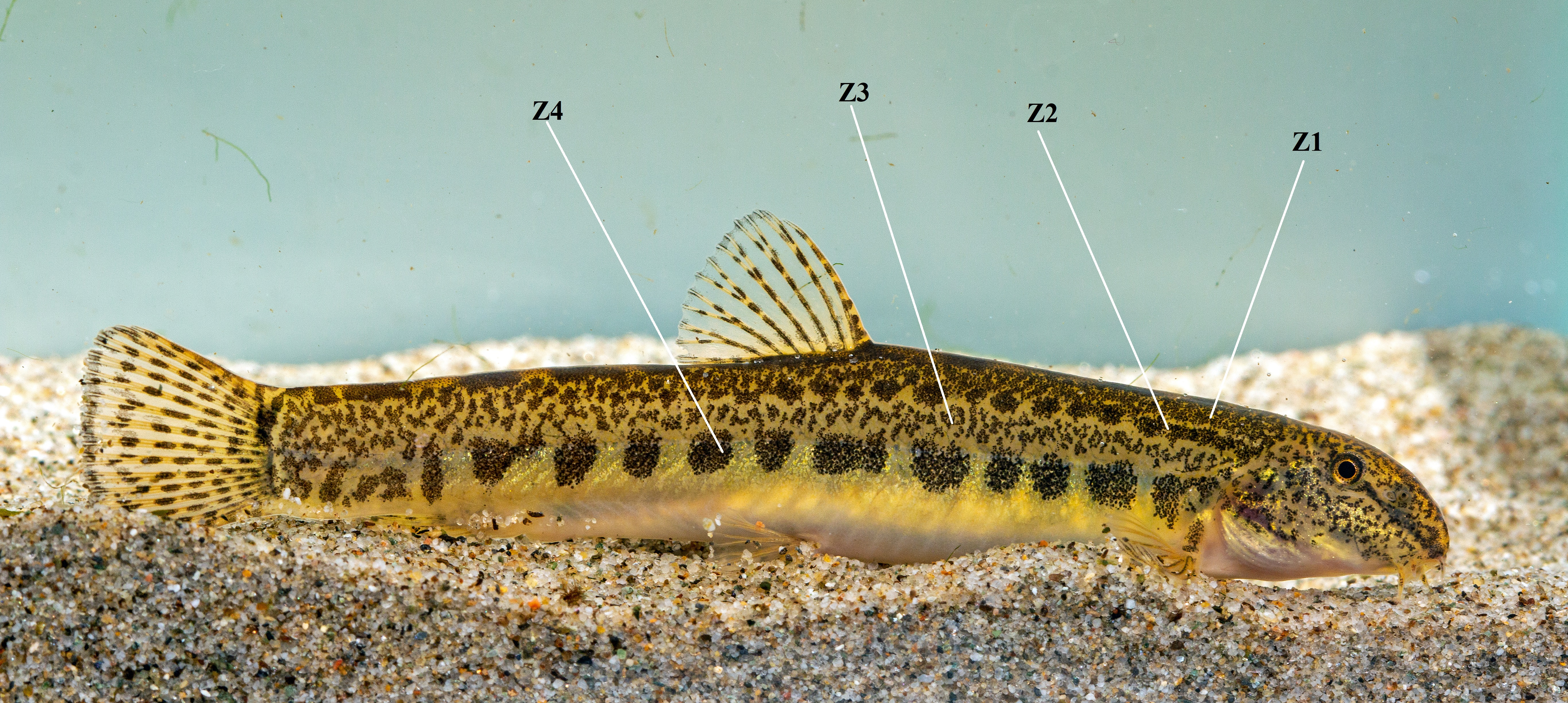
Zone di Gambetta evidenziate su Cobitis zanandreai, ingrandire l'immagine per una maggiore leggibilità

Cobitis bilineata Canestrini, 1886, comunemente noto come cobite padano, cobite italico o cobite comune, è un pesce osseo d'acqua dolce appartenente alla famiglia Cobitidae.

## Distribuzione e habitat
È endemico del bacino idrografico del Po e degli altri fiumi della pianura Padana e nell'Istria. Due popolazioni native disgiunte sono presenti in Croazia nel fiume Zrmanja e nei laghi di Plitvice. È stato introdotto in tutta l'Italia centrale e meridionale compresa la Sardegna (ma sembra non acclimatato in Sicilia), nel lago di Banyoles (Spagna), in Francia nel fiume Durance e nell'alto bacino del Reno in Svizzera.  La sua introduzione è dovuta principalmente alla pesca sportiva, in quanto, pur non essendo una specie di interesse da questo punto di vista, è spesso frammista al novellame di altre specie impiegato nei ripopolamenti ittici effettuati a tale scopo, oppure viene usata come esca viva e poi liberata. 
Si tratta di una specie dotata di notevole plasticità ecologica che si può trovare in ambienti diversificati, dai torrenti ai fiumi, a laghi e stagni e ai canali. Il suo ambiente preferito ha corrente scarsa o assente, acqua bassa, fondo di sabbia o fango e fitta vegetazione acquatica.

## Descrizione
L'aspetto del cobite padano e quello comune agli altri membri del genere Cobitis con corpo molto allungato, compresso lateralmente, con ventre e dorso pressoché rettilinei e paralleli; la testa è piccola relativamente al corpo e grossolanamente conica. Sul muso sono presenti tre paia di brevi barbigli di cui due sul muso e uno, il paio più lungo, ai lati della bocca. La bocca ha piccole dimensioni e così gli occhi che sono posti molto vicino al profilo dorsale del capo. Al di sotto dell'occhio è presente una spina erettile robusta e pungente dotata di due punte rivolte caudalmente e che a riposo trova alloggiamento in un solco obliquo davanti all'occhio. Le scaglie sono piccolissime e poco visibili anche perché il corpo è ricoperto di uno spesso trato mucoso. La pinna dorsale è situata al centro del corpo e la pinna anale ha il bordo posteriore rettilineo. Il maschio possiede un organo peculiare e di funzione ignota all'ascella delle pinne pettorali denominata "paletta del Canestrini", probabilmente derivato da una scaglia modificata.
La colorazione del cobite comune ha fondo bruno giallastro o bronzeo con macchie e variegature su fianchi e dorso, è presente una striscia scura sul capo, molto marcata e vistosa. che va dall'occhio alla punta del muso. Sul corpo sono presenti quattro file longitudinali di macchie scure che prendono il nome di "zone di Gambetta" e le cui caratteristiche sono il principale carattere distintivo tra le diverse specie di Cobitis; le zone di Gambetta sono nominate da Z1 a Z4 a partire dalla più dorsale (vedi foto). In C. bilineata sono tipicamente presenti due punti scuri ben evidenti alla fine del peduncolo caudale. La zona Z3 è formata da una linea di piccoli punti che finisce generalmente all'altezza della pinna dorsale nei maschi. Le zone Z2 e Z4, sempre nei maschi soprattutto nella livrea nuziale, sono formate da macchie che tendono a unirsi in una fascia più o meno continua. Queste caratteristiche permettono la distinzione di C. bilineata sia dal cobite europeo, non presente in Italia, che dalle altre tre specie del genere diffuse nella penisola italiana, ovvero il cobite pontino, il cobite del Volturno e l'alloctono cobite danubiano.
Misura fino a 10 cm nelle femmine e a 6,5 cm nei maschi.

## Biologia
Vive fino a 4 anni. È in grado di vivere in acque con un basso contenuto di ossigeno disciolto grazie a un peculiare sistema di respirazione accessoria inghiottendo bolle d'aria dalla superficie ed estraendone l'ossigeno a livello intestinale.

### Comportamento
Ha abitudini notturne, nelle ore diurne sta infossato nel sedimento.

### Alimentazione
Si nutre di microinvertebrati presenti nel sedimento e anche di materiale vegetale. Si nutre aspirando il sedimento ed estraendone per filtrazione gli elementi più grossolani.

### Riproduzione
La riproduzione avviene in primavera ed estate; la femmina depone le uova in diverse occasioni. Il maschio insegue la femmina e strofina la testa sui fianchi della compagna, in seguito si avvolge ad anello al corpo della partner fecondando le uova che essa emette. La deposizione avviene sulla vegetazion o altri substrati come legno o ciottoli in acqua bassissima. Il numero di uova arriva a 3500 per una femmina di grandi dimensioni. Le uova schiudono molto velocemente, talvolta in soli 2-3 giorni. La maturità sessuale viene raggiunta nel secondo anno. L'accrescimento delle femmine è molto più rapido di quello dei maschi.
-

## Conservazione
Il cobite padano viene classificato come "a rischio minimo" nella Lista rossa IUCN in quanto, sebbene sia scomparso in alcune stazioni a causa della distruzione dell'habitat come bonifiche e lavori negli alvei, risulta comune o abbondante in gran parte del suo areale, che è in espansione. È una specie tollerante alle modifiche dell'ambiente e all'inquinamento. Risulta in diminuzione in Slovenia dove è protetto.

## Pesca
Il cobite padano non ha alcun interesse per la pesca date le piccole dimensioni e il fatto che non si cattura con l'amo. L'unico interesse è l'uso come esca per la cattura di pesci predatori, uso molto comune soprattutto in passato e che ha causato talvolta decrementi di alcune popolazioni

## Tassonomia
Se in precedenza alcuni ittiologi la consideravano una sottospecie di C. taenia, attualmente gli studi molecolari hanno confermato che si tratta di una specie ben distinta, che appartiene ad un gruppo adriatico settentrionale comprendente anche C. jadovaensis, C. narentana, C. dalmatina e C. illiryca. In passato si è fatta distinzione tra Cobitis taenia bilineata nei quali la zona Z4 è composta da una fascia continua e C. taenia puta in cui la stessa zona è composta da macchie distinte; la livrea puta è in realtà presente negli individui al di fuori del periodo nuziale.

## Acquariofilia
Questa specie può essere allevata e riprodotta in cattività.